# ریچارد فلوریدا
ریچارد فلوریدا ((به انگلیسی: Richard Florida) زاده ۲۶ نوامبر ۱۹۵۷ در نیوآرک، نیوجرسی)، نظریه‌پردازی آمریکایی در مسائل شهری است. تمرکز فلوریدا بیشتر بر روی نظریه‌های اقتصادی و اجتماعی است. در حال حاضر او پروفسور و مدیر مؤسسه رفاه مارتین در بخش روتمن دانشگاه تورنتو کانادا است. قبل از آن فلوریدا مقام استادی را در دانشگاه جورج میسون و کارنگی ملون بدست آورده بود و در دانشگاه هاروارد و ام ای تی به صورت استاد مدعو درس می‌داد. فلوریدا دکترای تخصصی خود را در رشته برنامه‌ریزی شهری از دانشگاه کلمبیا اخذ کرد.

## نظریه ریچارد فلوریدا
فلوریدا واضع نظریه طبقه خلاق و نقش آن در رشد اقتصاد شهری و منطقه‌ای است. فلوریدا بیان می‌کند که خصلت برجسته طبقه خلاق این است که اعضایش در کاری فعالیت دارند که انواع خلاقیت به معنای جدید ایجاد می‌کنند و معتقد است در اقتصاد جدید ایده‌ها و سرمایه فکری جایگزین منابع طبیعی شده‌اند و خلاقیت انسانی منبع نهایی رشد اقتصادی است. او با ترسیم نقشه طبقه خلاق متوجه می‌شود که توزیع جغرافیایی طبقه خلاق و توسعه منطقه ای در ایالات‌متحده یکسان نیست، بنابراین این سؤال به ذهن او می‌رسد که چرا طبقه خلاق در مکان‌های خاصی تجمع پیدا می‌کنند؟ فلوریدا برای پاسخ به این سؤال و عوامل بر توسعه ای منطقه ای، جغرافیای طبقه خلاق و توسعه ای منطقه ای را در ایالات‌متحده ترسیم می‌کند و به این نتیجه می‌رسد  ۳ متغیر استعداد، فناوری و تسامخ و تنوع نقش مهمی در توضیح جغرافیای نابرابر توسعه منطقه ای و سرمایه خلاق در ایالات متحده دارند(فتوحی، 1395).